# Goral (getdjur)
Goral eller Himalayagoral (Naemorhedus goral) är ett slidhornsdjur i underfamiljen getdjur (Caprinae).

## Kännetecken
Arten når en kroppslängd mellan 95 och 130 cm, därtill kommer en liten svans som är upp till 18 cm lång. Mankhöjden ligger på 80 cm och vikten mellan 35 och 42 kg. Pälsens färg varierar mellan ljusgrå och gråbrun, vid extremiteterna är pälsen ljusare (nästan vitaktig) och på ryggen finns en längsgående svart strimma. Vinterpälsen är betydlig tjockare än sommarpälsen. Hos hannar förekommer dessutom en kortare man vid individens nacke. Båda kön bär korta bakåtböjda horn som blir 13 till 18 cm långa.

## Utbredning och habitat
Goral förekommer i Himalayaregionen i Kina (södra Tibet), Indien, Nepal, Pakistan och Bhutan. Den lever främst i skogar i bergstrakter upp till 4 000 meter över havet.

## Levnadssätt
Arten har särskilt bra förmåga att klättra på klippor. Den är huvudsakligen aktiv på morgonen och senare eftermiddagen, vid kyligt väder även mitt på dagen. Individerna bildar mindre grupper, endast äldre hannar lever ensamma. En flock har vanligen 4 till 12 individer och ett revir som är 40 hektar stort. Hannar etablerar under parningstiden egna revir som är 22 till 25 hektar stora. Födan utgörs av olika växtdelar som löv, kvistar, nötter och gräs.
Dräktigheten varar 170 till 218 dagar och sedan föder honan oftast en unge men upp till tre förekommer. Ungarna avvänjs efter 7 till 8 månader och efter ungefär 3 år är de könsmogna. Livslängden går upp till 15 år.

## Status och hot
Goralen jagas av olika rovdjur som mårddjur, varg, leopard, lodjur, tiger och asiatisk vildhund.
Det främsta hotet mod goralen är jakten samt habitatförlust. IUCN listar arten som nära hotad (near threatened).